# Warner Hahn
Warner Hahn (* 15. Juni 1992 in Rotterdam) ist ein surinamisch-niederländischer Fußballtorwart. Er steht momentan beim Hammarby IF unter Vertrag und ist surinamischer Nationalspieler.

## Karriere

### Verein
Aufgewachsen bei Sparta Rotterdam und Ajax, wechselte er 2012 zu FC Dordrecht, mit dem er zwei Spielzeiten in der niederländischen Zweiten Liga spielte. 2014 wechselte er zum Erstligisten Feyenoord Rotterdam, der ihn dann an PEC Zwolle, ein weiteres Eredivisie-Team, auslieh. Im Juni 2017 wechselte er zum Ligakonkurrenten SC Heerenveen und unterschrieb dort einen Vertrag mit einer Laufzeit von drei Jahren. Im Sommer 2020 wurde sein Vertrag bei Ablauf nicht verlängert, so dass er zunächst ohne Verein war.
Am 1. Januar 2021 unterschrieb er beim belgischen Erstdivisionär RSC Anderlecht einen Vertrag bis zum Ende der laufenden Saison. Bis Saisonende bestritt er jedoch kein Spiel für Anderlecht. Sein auslaufender Vertrag wurde anschließend nicht mehr verlängert, so dass Hahn im August zu den Go Ahead Eagles nach Deventer wechselte. Nach einem halben Jahr gab dann der IFK Göteborg aus Schweden die Verpflichtung des Torwarts bekannt. Für IFK bestritt er 26 Erstligaspiele. Im Januar 2023 zog es ihn nach Japan. Hier unterschrieb er einen Vertrag beim Erstligisten Kyōto Sanga. In der ersten Liga kam Hahn nicht zum Einsatz. Er spielte lediglich einmal im Kaiserpokal und dreimal im J. League Cup.
Im Juli 2024 ging er wieder nach Schweden. Hier nahm ihn der Hammarby IF aus Stockholm unter Vertrag.

### Nationalmannschaft
Von 2009 bis 2014 absolvierte Hahn insgesamt 19 Partien für diverse niederländische Jugendnationalmannschaften und nahm  mit der U-17-Auswahl an der Weltmeisterschaft 2009 in Nigeria teil. Dort kam er zweimal in der Gruppenphase zum Einsatz, wo man letztendlich auch ausschied.
Im März 2021 wurde er von Trainer Dean Gorré in die surinamische A-Nationalmannschaft berufen. Er gab sein Debüt am 24. März 2021 in einem WM-Qualifikationsspiel gegen die Kaimaninseln. Hahn stand bei allen drei Gruppenspielen im Gold Cup 2021 für die Auswahl im Tor. Nach diesen Partien schied man nach einem Sieg und zwei Niederlagen aus dem Turnier aus.

## Erfolge
Feyenoord Rotterdam
- Niederländischer Pokalsieger: 2016